# Bryan Fogarty
Bryan Fogarty (Montréal, 11 giugno 1969 – Myrtle Beach, 6 marzo 2002) è stato un hockeista su ghiaccio canadese.

## Carriera
Difensore forte fisicamente e dotato tecnicamente, da giovane era considerato un grandissimo talento, anche grazie al fatto di aver battuto a livello giovanile molti record: fu il primo difensore a vincere un titolo di miglior realizzatore in Ontario Hockey League nel 1998-1999, con 155 punti (47 gol e 108 assist); batté il record di gol per un difensore (47 contro i 38 di Bobby Orr); stabilì il record di assist (108 contro i 96 di Doug Crossman)..
Fu scelto dai Quebec Nordiques al draft 1987, al primo giro (nona scelta assoluta).
Metterà assieme 156 presenze in NHL con le maglie dei Nordiques, dei Pittsburgh Penguins e dei Montreal Canadiens, ma la sua carrierà si svolgerà spesso nelle serie minori, soprattutto a causa dei problemi di alcolismo di cui soffriva fin da giovanissimo, e che gli erano costati anche l'esclusione dalle nazionali giovanili canadesi.
Ebbe anche alcune esperienze in Europa: in Lega Nazionale A con l'HC Davos; in Serie A ed in Alpenliga con l'HC Milano 24; ed in DEL con gli Hannover Scorpions, in due distinte stagioni.
Si era ritirato nel 2001.
Morì per un attacco di cuore dovuto a cardiomegalia mentre si trovava a Myrtle Beach per partecipare ad una battuta di pesca, il 6 marzo 2002.

## Palmarès

### Individuale
- Canadian Hockey League:

Defenseman of the Year: 1988-1989
Player of the Year: 1988-1989
- Ontario Hockey League:

First All-Star Team: 1986-1987, 1988-1989
Max Kaminsky Trophy: 1988-1989
Red Tilson Trophy: 1988-1989
Eddie Powers Trophy: 1988-1989